# Max Besuschkow
Max Besuschkow (russisch Макс Безушков, * 31. Mai 1997 in Tübingen) ist ein deutscher Fußballspieler russisch-kasachischer Abstammung. Der Mittelfeldspieler steht beim FC Ingolstadt 04 unter Vertrag.

## Karriere

### Vereine
In der Jugend wechselte Besuschkow 2006 vom FC Rottenburg zum VfB Stuttgart. Er gewann mit den Stuttgartern in der Saison 2012/13 die Deutsche B-Junioren-Meisterschaft. Zur Spielzeit 2015/16 wurde Besuschkow vorzeitig in den Kader des VfB Stuttgart II berufen.
Besuschkow gab mit der zweiten Mannschaft des VfB Stuttgart am 25. Juli 2015 in der 3. Profi-Liga am 1. Spieltag der Saison 2015/16 gegen Dynamo Dresden sein Profidebüt. Am 15. September 2015 erzielte er gegen den 1. FSV Mainz 05 II sein erstes Profitor.
Besuschkow unterzeichnete am 6. November 2015 beim VfB Stuttgart einen Lizenzspielervertrag mit einer Laufzeit bis Juni 2018. Zur folgenden Saison wurde er in den Kader der ersten Mannschaft des VfB befördert.
Anfang Januar 2017 wechselte Besuschkow zum Bundesligisten Eintracht Frankfurt. Bis zum Ende der Saison 2016/17 kam er unter dem Cheftrainer Niko Kovač zu 3 Bundesligaeinsätzen (einmal in der Startelf).
Nachdem er in der Hinrunde der Spielzeit 2017/18 zu keinem Pflichtspieleinsatz gekommen war, wurde er Ende Januar 2018 bis zum Saisonende an den Zweitligisten Holstein Kiel verliehen. Unter Markus Anfang kam Besuschkow jedoch nur zu einer Einwechslung.
Zur Saison 2018/19 wechselte Besuschkow für zwei Jahre auf Leihbasis zum belgischen Zweitligisten Royale Union Saint-Gilloise. In der regulären Saison kam er auf 22 Zweitligaeinsätze (17-mal von Beginn). Anschließend wurde Besuschkow 4-mal in den Europa-League-Play-offs eingesetzt.
Zur Saison 2019/20 wurde der Leihvertrag vorzeitig aufgelöst und Besuschkow wechselte zum Zweitligisten SSV Jahn Regensburg, bei dem er einen Vertrag mit einer Laufzeit bis zum 30. Juni 2022 erhielt.
Nach seinem Vertragsende wechselte Besuschkow zur Saison 2022/23 ablösefrei zum Ligakonkurrenten Hannover 96, bei dem er einen Vertrag bis zum 30. Juni 2025 unterschrieb. In seiner ersten Spielzeit in Hannover absolvierte er 31 Zweitligaspiele. In der Saison 2023/24 kam er dann bis zur Winterpause, auch bedingt durch eine Verletzung, nur noch einmal zum Einsatz. Im Februar 2024 wurde er daraufhin an den österreichischen Bundesligisten SK Austria Klagenfurt verliehen. Während der Leihe kam er zu 15 Einsätzen in der Bundesliga für Klagenfurt.
Nach seiner Rückkehr zu Hannover 96 wurde Besuschkow in den Kader der zweiten Mannschaft integriert, die zuvor in die 3. Liga aufgestiegen war. Für diese hatte er in der Vorsaison bereits ein Spiel in der Regionalliga Nord absolviert. Besuschkow stand an den ersten beiden Spieltagen der Saison 2024/25 in der Startelf und wechselte Anfang September 2024 kurz vor dem Ende der Transferperiode zum Ligakonkurrenten FC Ingolstadt 04.

### Nationalmannschaft
Im November 2011 absolvierte Besuschkow für die deutsche U15-Nationalmannschaft jeweils gegen Polen zwei Länderspiele. Am 13. Februar 2013 steuerte er bei seinem Debüt für die U16-Nationalmannschaft Deutschlands einen Treffer zum 4:3-Sieg gegen England bei. Mit der deutschen U17-Nationalelf nahm Besuschkow an der U17-Europameisterschaft 2014 teil. Bei einem Vier-Nationen-Turnier in der Türkei sicherte er sich mit der U18-Nationalmannschaft Deutschlands im November 2014 den Turniersieg. Bei seinem Debüt für die deutsche U19-Nationalmannschaft steuerte Besuschkow am 6. Oktober 2015 beim Mercedes-Benz Elite Cup einen Treffer zum 8:1-Triumph gegen die USA bei. Im dritten und abschließenden Spiel des Mercedes-Benz Elite Cups erzielte er am 12. Oktober 2015 gegen Schottland sein zweites U19-Länderspieltor und gewann mit Deutschland das Turnier.

## Titel
- Deutscher B-Junioren-Meister: 2013